# Webconverger
Webconverger — дистрибутив Linux, предназначенный исключительно для доступа к веб-приложениям конфиденциально и надёжно. Основанный на дистрибутиве Debian, он может загружаться в LiveCD со съёмных носителей, таких как CD-ROM или USB-накопитель, но также может быть установлен на локальный жёсткий диск. Webconverger предварительно скомпилирован для работы на любом оборудовании x86. Дистрибутив не имеет высоких требований к системе и также работает на старых компьютерах.
Webconverger обычно используется в веб-киоске, и в компилируемых цифровых вывесках. Он запускает веб-браузер Firefox с настраиваемым диспетчером окон dwm, а надстройка Firefox также называется Webconverger, которая блокирует браузер, и делает режим простого Kiosk-устройства. Браузер заблокирован, поэтому большинство меню, панелей инструментов, клавиш, и контекстных меню отключены. Webconverger содержит поддержку Adobe Flash и просмотр PDF по умолчанию. Как проводные, так и беспроводные сети поддерживаются через DHCP.
Webconverger выполняет обновление бинарных пакетов через git, размещенную на GitHub. Это уникально для Webconverger, так как большинство других дистрибутивов используют отдельные утилиты управления пакетами. Хотя дистрибутив разрабатывается в Сингапуре, он в основном используется в Европе.

## Обзоры
LWN.net сделал обзор Webconverger 12 с следующими словами:
При использовании «kiosk» проект означает нечто довольно специфическое. Он предназначен для поддержки прерывистых анонимных пользователей в среде, где трудно найти системных администраторов. Примеры, приведенные на странице коммерческой поддержки проекта, включают неограниченные среды, такие как библиотеки и места для публичных собраний, а также предприятия с более конкретными потребностями (например, розничные банки или офисы врачей). Во всех случаях важно, чтобы личная информация пользователя была очищена, как только закончится сеанс, и что Kiosk не может быть изменён для изменения настроек браузера или ОС. Ожидается, что с любой проблемой, от потери мощности до сбоя браузера, система быстро перезагрузится в известное хорошее состояние.
Softpedia Linux также имеет обзор на Webconverger 35.1:
Он идеально подходит для общественных мест, где необходимо наличие гостевых компьютеров или тонких клиентов, таких как библиотеки, интернет-кафе, туристические информационные центры и даже банки. Он предоставляет пользователям только веб-браузер, заблокированный по умолчанию.